# Amand
Az Amand latin eredetű férfinév, jelentése: szeretetreméltó. Női párja: Amanda.

## Gyakorisága
Az 1990-es években szórványosan fordult elő, a 2000-es években nem szerepel a 100 leggyakoribb férfinév között.
A teljes népességre vonatkozóan a 2000-es években az Amand nem szerepelt a 100 leggyakrabban viselt férfinév között.

## Névnapok
- február 6.[2]
- október 26.[2]